# Orgeluse
Orgeluse ist als Frau Gawans eine Frauengestalt in Wolframs von Eschenbach Epos „Parzival“. Der Name Orgeluse leitet sich wahrscheinlich aus der Bezeichnung der Figur in der altfranzösischen Vorlage von Eschenbachs Parzival, dem Perceval – Conte du Graal von Chrétien de Troyes ab. Hier meint Orgueilleuse die Stolze, die Hochmütige.
Zum ersten Mal tritt Orgeluse in Buch X des Romans in Erscheinung. Sie ist die Herzogin von Logroys und wird primär über ihr stolzes, fast schon arrogantes Auftreten charakterisiert.
Orgeluse unterscheidet sich von anderen Frauen vor allem durch ihr unkonventionelles Verhalten gegenüber Männern, im Speziellen gegenüber Gawan. Als der Artusritter die Herzogin zum ersten Mal trifft, bietet er ihr, aufgrund ihrer bezaubernden Schönheit, seine Dienste an. Obwohl sie Gawan im Folgenden nur mit Spott und Hohn begegnet und ihn mehreren lebensgefährlichen Unternehmungen aussetzt, hält er sich an sein Ritterversprechen, so dass seine Treue letzten Endes zu einer Wandlung Orgeluses führt.
Die Gründe für Orgeluses abweisendes und stolzes Verhalten können auf mehrere Ereignisse zurückgeführt werden. Zum einen hervorgerufen durch den Verlust ihres Mannes Cidegast, der durch Gramoflanz getötet worden war. Auf Grund dessen versucht sie Ritter, die den "Mörder" ihres Mannes töten sollen, durch ihre Reize an sich zu binden und geht den Pakt mit dem Zauberer Clinschor (Klingsor) ein. Zum anderen aber ist ihr Auftreten auch durch die Verletzung Anfortas’ begründet, für die sich Orgeluse die Schuld gibt. Auch ihre Zurückweisung durch Parzival hat sicherlich zu ihrer Entwicklung zu einer gefühlsarmen und arroganten Frau beigetragen.
Ihr Wandel und ihre Wiedereingliederung in die höfische Gesellschaft vollzieht sich nur langsam und mit Hilfe Gawans. Dadurch, dass Gawan sich fortwährend mit Orgeluse unterhält und ihr durch seine auf Liebe beruhende Treue zeigt, dass sie sich jemanden anvertrauen kann, gelingt es ihm, Orgeluses Abwehr langsam zu durchbrechen. Nach Gawans erfolgreicher Rückkehr von seiner letzten, gefährlichen Aufgabe, einen Kranz von Gramoflanz Baum zu brechen, wird der frühere Widerstand schließlich endgültig gebrochen und die beiden heiraten.
Ihre hauptsächliche Funktion für den Roman „Parzival“ besteht darin, dass sie, durch ihren Bezug zur Gralsfamilie über Anfortas, eine Verbindung zwischen den beiden parallel verlaufenden Handlungssträngen um Parzival und Gawan herstellt.
Gerade aufgrund ihres selbständigen Auftretens kann Orgeluse als Vertreterin eines neuen, fast schon modernen Frauenbildes des Mittelalters betrachtet werden. Zugleich wird in der Literaturwissenschaft ihr bivalenter Charakter als eine Situation im Dilemma typisiert.